# Filippikos Bardanes
Filippikos Bardanes († 714) byl byzantský císař arménského původu, vládnoucí od listopadu 711 do června 713.
Na císařský trůn vynesla Bardana (jak znělo jeho původní jméno) všeobecná nespokojenost s režimem Justiniána II., který se vyznačoval četnými popravami domnělých i skutečných panovníkových nepřátel. Bardanes, prohlášený za císaře v Chersonésu, sice dokázal poměrně rychle ovládnout říši, ale řešení jejích palčivých problémů se ukázalo nad jeho síly. Na Byzanc za jeho vlády dopadala rána za ranou – na východě postupovali vpřed Arabové vedení emírem Maslamou a Abbásem ibn Valíd, na západě plenily oblast Thrákie oddíly bulharského chána Tervela.
Ani vnitropoliticky nebyla Bardanova vláda poklidným obdobím, především proto, že císař byl rozhodným přívržencem monotheletismu, který prohlásil za jediné ortodoxní učení. Výsledkem byl konflikt s papežem i s mnoha biskupy na východě, třebaže část z nich obrat přivítala. Kromě toho byla novému režimu vytýkána marnotratnost, neboť císař se oddával nákladným zábavám.
Nespokojenost s Bardanovou politikou vyvrcholila v červnu 713, kdy část vojska povstala, svrhla císaře, dala ho oslepit a na jeho místo dosadila vysokého úředníka Artemia jako císaře Anastasia II. Sám Bardanes zemřel již v lednu následujícího roku v exilu.